# Брусилов, Георгий Борисович
Георгий Борисович Брусилов (1893 — после 1917) — штабс-капитан 9-й артиллерийской бригады, герой Первой мировой войны.

## Биография
Из дворян. Уроженец Тверской губернии.
Окончил Владикавказский кадетский корпус (1910) и Михайловское артиллерийское училище (1913), откуда выпущен был подпоручиком в 5-ю Сибирскую стрелковую артиллерийскую бригаду.
21 октября 1913 года переведен в 9-ю артиллерийскую бригаду, с которой и вступил в Первую мировую войну. Удостоен ордена Св. Георгия 4-й степени
За то, что в бою у д. Сеньково 19 апреля 1915 года, находясь со взводом на передовой позиции на выс. 507, под действительным огнем тяжелой артиллерии, среди пылающей деревни, расстреливал в упор, до последнего снаряда, наступающую густыми цепями пехоту противника, чем дал возможность нашей пехоте отойти и устроиться на новой позиции.
Произведен в поручики 10 июля 1915 года «за отличия в делах против неприятеля», в штабс-капитаны — 18 апреля 1916 года. 27 января 1917 года переведен в 1-ю отдельную тяжелую батарею «Г», а 10 августа того же года произведен в капитаны.
Судьба после 1917 года неизвестна.

## Награды
- Орден Святого Станислава 3-й ст. с мечами и бантом (ВП 21.01.1915)
- Орден Святой Анны 4-й ст. с надписью «за храбрость» (ВП 14.02.1915)
- Орден Святой Анны 3-й ст. с мечами и бантом (ВП 25.10.1915)
- Орден Святого Георгия 4-й ст. (ВП 26.08.1916)
- Орден Святого Станислава 2-й ст. с мечами (ПАФ 13.04.1917)